# کاسومی یامایا
کاسومی یامایا (انگلیسی: Kasumi Yamaya؛ زادهٔ ۲۶ دسامبر ۱۹۹۶) بازیگر، مدل (شخص) اهل ژاپن است. وی از سال ۲۰۰۸ میلادی تاکنون مشغول فعالیت بوده‌است.